# Love Streams
Love Streams je osmé studiové album kanadského hudebníka Tima Heckera. Vydáno bylo 8. dubna roku 2016 společnostmi 4AD a Paper Bag Records. Nahráno bylo v letech 2014 a 2015 v Reykjavíku, kde Hecker nahrával již několik svých předchodích alb. Autorem aranžmá pro sbory je islandský skladatel Jóhann Jóhannsson.

## Seznam skladeb
Autorem všech skladeb je Tim Hecker.
1. „Obsidian Counterpoint“ – 4:55
2. „Music of the Air“ – 4:08
3. „Bijie Dream“ – 2:16
4. „Live Leak Instrumental“ – 2:56
5. „Violet Monumental I“ – 4:58
6. „Violet Monumental II“ – 3:13
7. „Up Red Bull Creek“ – 2:41
8. „Castrati Stack“ – 4:01
9. „Voice Crack“ – 3:14
10. „Collapse Sonata“ – 4:12
11. „Black Phase“ – 6:15